# اندرسون کوپر
اندرسون هِیز کوپر (به انگلیسی: Anderson Hays Cooper) (متولد ۳ ژوئن ۱۹۶۷)، روزنامه‌نگار تلویزیونی و مجری خبر شبکه سی‌ان‌ان در برنامه «اندرسون کوپر ۳۶۰ درجه» است. افزون بر مشارکت در سی‌ان‌ان، وی به‌عنوان خبرنگار در برنامه ۶۰ دقیقه سی‌بی‌اس نیز حضور دارد.

## زندگی شخصی
کوپر همجنسگرای آشکار است و در سال ۲۰۲۰ توسط رحم اجاره‌ای صاحب فرزند پسر شد.
کوپر دو برادر ناتنی بزرگ‌تر به نام‌های لئوپولد استانیسلاس «استن» استوکوفسکی (متولد ۱۹۵۰) و کریستوفر استوکوفسکی (متولد ۱۹۵۲) از ازدواج ده ساله گلوریا وندربیلت با رهبر ارکستر لئوپولد استوکوفسکی دارد. در سال ۲۰۱۴، کوپر در « پیدا کردن ریشه هایت » هنری لوئیس گیتس ظاهر شد ، جایی که او از اجدادی به نام بورول بویکین، که یک برده از جنوب ایالات متحده بود، مطلع شد. 
از سال ۲۰۱۶، کوپر در هیچ حزب سیاسی ثبت نام نکرده بود. 
کوپر هنگام تبلیغ کتابش به اپرا وینفری گفت که در کودکی دچار نارسا خوانی بوده است. در اوت ۲۰۰۷، او "نارسا خوانی خفیف" خود را در نمایش امشب به جی لنو ، که او نیز نارسا خوانی دارد، تایید کرد.